# Katherine Clark
Katherine Marlea Clark (New Haven, 17 luglio 1963) è una politica statunitense, membro della Camera dei Rappresentanti per lo stato del Massachusetts dal 2013 e dal 2023 Whip della minoranza alla Camera dei Rappresentanti. Clark è membro del Partito Democratico.

## Biografia
Nata in Connecticut, la Clark studiò legge ad Harvard e lavorò come avvocato a Chicago e nel Colorado, per poi stabilirsi definitivamente nel Massachusetts nel 1995.
Attiva nella politica locale con il Partito Democratico, nel 2004 provò a farsi eleggere al Senato di stato del Massachusetts ma venne sconfitta dal repubblicano in carica. Nel 2006 si candidò alla Camera dei Rappresentanti del Massachusetts, ma si ritirò durante la campagna elettorale. L'anno seguente si ricandidò per il seggio nel corso di un'elezione speciale e riuscì ad essere eletta.
Nel 2010 venne eletta al Senato di stato e vi rimase fino al 2013, quando decise di candidarsi alla Camera dei Rappresentanti nazionale per il seggio lasciato da Ed Markey. La Clark riuscì a vincere le primarie democratiche con una larga maggioranza e a novembre vinse anche le elezioni speciali con un ampio margine di scarto, divenendo deputata.
Nel 2023 viene eletta Whip della Minoranza del Congresso statunitense.
La Clark è vicina ad ideologie progressiste; sposata con l'avvocato Rodney S. Dowell, è madre di tre figli.